# Fatouville-Grestain
Fatouville-Grestain är en kommun i departementet Eure i regionen Normandie i norra Frankrike. Kommunen ligger i kantonen Beuzeville som tillhör arrondissementet Bernay. År 2022 hade Fatouville-Grestain 710 invånare.

## Befolkningsutveckling
Antalet invånare i kommunen Fatouville-Grestain
Referens:INSEE